# Sphagnum patulum
Sphagnum patulum là một loài rêu trong họ Sphagnaceae. Loài này được (Schimp.) Roll mô tả khoa học đầu tiên năm 1907.